# Паламар Анатолій Максимович
Анато́лій Макси́мович Палама́р (* 1935) — заслужений працівник сільського господарства України (2009).

## З життєпису
Народився 1935 року в селі Козичанка (Макарівський район, Київська область).
Від 1963 року проживає в Іванкові.
1967 року відзначений бронзовою медаллю на виставці досягнень народного господарства СРСР.
Нагороджений орденом «Знак Пошани» (1974), іншими нагородами.
Працював зоотехніком, перед виходом на пенсію — в управлінні агропромислового розвитку Іванківської РДА.